# Fly (SMAPの曲)
「Fly」（フライ）は、SMAPの楽曲。1999年6月23日にビクターエンタテインメントから30作目のシングルとして発売された。

## 概要
NTT東日本のCMソング。
SMAPとして最後の8cmシングルである。
ミュージック・ビデオは「BIRDMAN」というコンセプトで制作されたショートムービーである。共演は、我修院達也、寺島進など。 監督は石井克人。（ライブビデオ「LIVE BIRDMAN」初回限定盤に収録）
1999年の『ミュージックステーションスーパーライブ』（テレビ朝日）では、「SHAKE」を歌唱した1996年以来3年ぶりのトリを飾った。また、この年の紅白歌合戦ではこの曲を歌った。
「Fly」は2001年3月23日発売のベスト・アルバム『Smap Vest』に、別ヴァージョンとしては1999年7月14日発売のアルバム『BIRDMAN〜SMAP 013』に「Fly(higher take)」として収録されている。
「Fly(higher take)」はオリジナルに比べて1分ほど長く編曲されているが、曲調やメンバーのパートに変化はなく、その1分はバックコーラスでほとんどを埋めているだけのものである。また同アルバムに「BIRDMAN」という曲目が存在するが、これは「Fly」のイントロをバックに1分間外国人男性が英語でひたすら喋っている、というものである。プロモーションビデオにはオリジナルではなくこの「Fly (higher take)」と「BIRDMAN」を合成したものを映像と合わせて使用している。
カップリングの「End of time」はアルバム未収録。木村・稲垣・草彅にソロパートが与えられていて、稲垣のパートが最も多い。また、稲垣がDJを務めるラジオ『稲垣吾郎のSTOP THE SMAP』にて、稲垣がこの曲を“お気に入りの曲”として紹介していた。
中居・木村・稲垣にソロパートが与えられており、木村→稲垣→中居の順でソロパートが多い。またこの時期としては珍しく、中居に大サビのパートが与えられている。
SMAPが毎年クリスマスシーズンに放送している「さんま&SMAP!美女と野獣のクリスマススペシャル'99」ではオープニングトーク中のBGMとして流された。
プロデューサーは木村カエラ「happiness!!!」「Level42」等を手掛けた山沢大洋。

## 封入特典
初回限定盤のみ、BIRDMANステッカー封入。

## 収録曲
1. Fly
作詞:ゆかり美和 / 作曲:野戸久嗣 / 編曲:岡雄三 / ホーンアレンジ:村田陽一
  - フジテレビ系「SMAP×SMAP」テーマソング
  - SMAP出演 NTT東日本 CMソング
2. End of time
作詞:坂田直子 / 作曲:西村一彦 / 編曲:飯星裕史
3. Fly（music track）
4. End of time（music track）

## 収録アルバム
- BIRDMAN〜SMAP 013（#1）
  - アルバム・バージョンを収録。
- Smap Vest（#1）